# Erik Andersson (ishockeyspelare född 1971)
Erik Andersson, född 19 augusti 1971 i Stockholm, är en svensk före detta professionell ishockeyspelare. 1990 NHL-draftades han av Los Angeles Kings, som 112:e spelare i sjätte rundan. 1997 blev han även NHL-draftad av Calgary Flames, som 70:e spelare i tredje rundan.